# NGC 6377
NGC 6377 (również PGC 60264 lub UGC 10855) – galaktyka soczewkowata (S0), znajdująca się w gwiazdozbiorze Smoka. Odkrył ją Lewis A. Swift 1 września 1886 roku. Oddziałuje grawitacyjnie z sąsiednią NGC 6376.